# Кеимер Сандовал
Кеимер Андрес Сандовал Родригез (рођен 3. септембра 2005.) је колумбијски фудбалер који игра као дефанзивац за Црвену звезду из Београда на позајмици из Бетис Депортиво Баломпије.

## Биографија

### Орсомарзо
Сениорску каријеру је започео у колумбијском клубу Орсомарзо, клубу са седиштем у Палмири, пре него што се придружио шпанском клубу Бетис Депортиво Баломпије 1. јула 2024.

### Црвена звезда Београд
Дана 30. јануара 2025. године, позајмљен је из Бетис Депортиво Баломпијеа у Црвену звезду из Београда на једноипогодишњи уговор са опцијом откупа.
Сандовал је дебитовао за први тим Црвене звезде у Купу Србије 26. марта 2025. године, у победи од 5:3 над ОФК Београдом.